# Place des femmes dans l'histoire de la musique
 (mars 2018).
L'étude à partir du XXe siècle de la place des femmes dans l'histoire de la musique démontre l'existence et la permanence, depuis l'origine et sur tous les continents, de compositrices et de pratiquantes, longtemps occultées par l'historiographie, la musicologie et l'ethnomusicologie pour des raisons sociologiques, culturelles ou religieuses.

## Premières attestations de la place des femmes
« Ne fréquente pas la femme musicienne, 

de peur que tu ne sois pris dans ses rets. »

— L'Ecclésiastique, IX, 4
La légende voit en Sappho (VIIe siècle av. J.-C.) la première compositrice.
Avant l'an 1000, auraient existé et composé Enheduanna, Charixène, Cai Yan (174c-220c), Lüzhu (240c-300c), Khosrovidoukht de Goghtn (active vers 750), Sahakdoukht de Siounie (active vers 750).

## Musique classique occidentale

### Compositrices

#### Moyen Âge

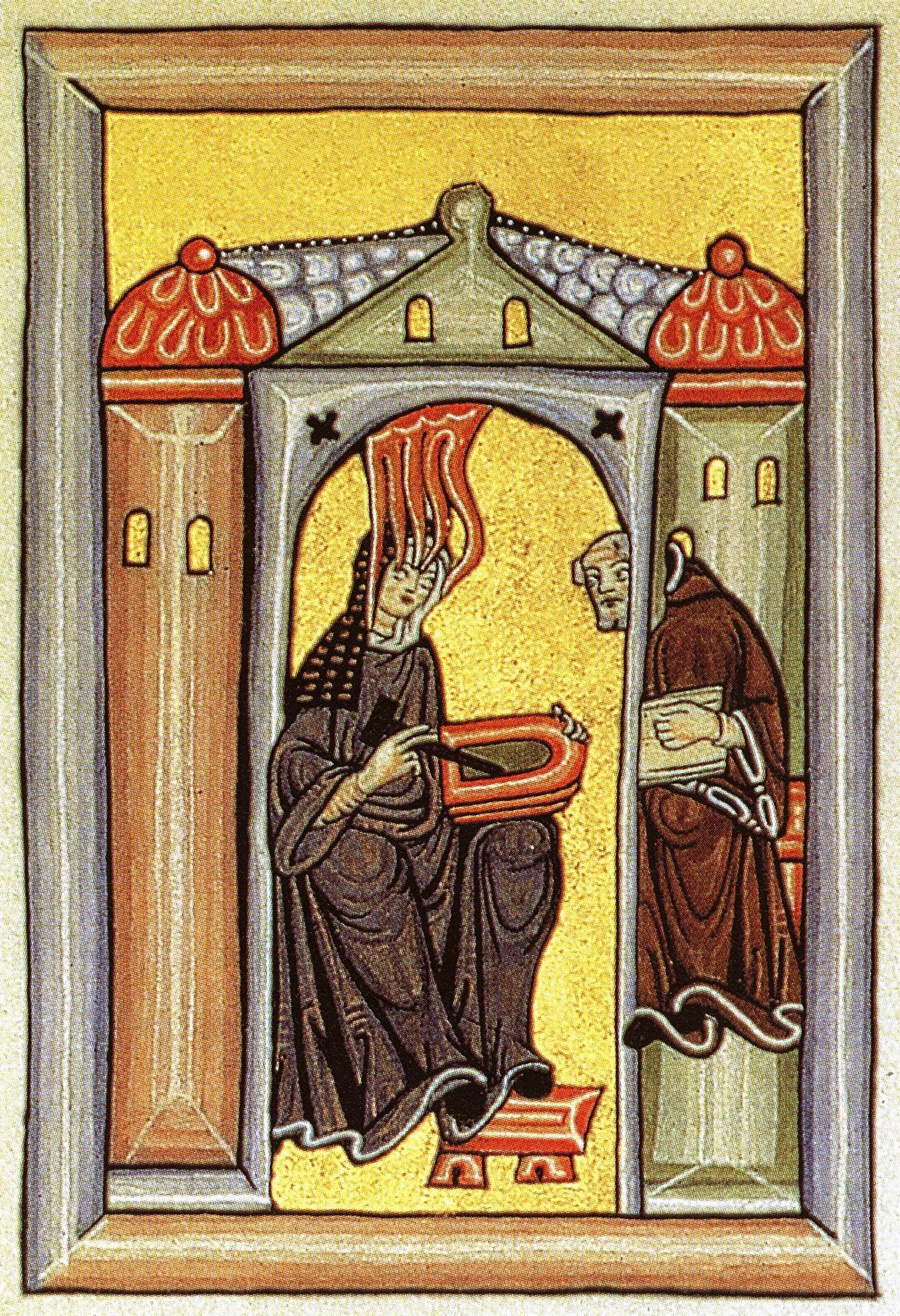
Hildegarde de Bingen.

Au Moyen Âge, la non-intégration de femmes dans les ensembles pratiquant la musique connaissait cependant une exception notable : les moniales pouvaient en effet produire des pièces pour leur communauté ; Hildegarde de Bingen (1098-1179) en est à ce titre un exemple célèbre. Elle compose plus de soixante-dix chants, hymnes et séquences, dont certains ont fait l'objet d'enregistrements récents (Ave generosa, Columba aspexit, O presul vere civitatis...). Elle compose aussi un drame liturgique intitulé Ordo virtutum, qui comporte quatre-vingt-deux mélodies et qui met en scène les tiraillements de l'âme entre le démon et les vertus.
Avant elle, à Byzance, Cassienne de Constantinople (ou Kassia, (805c-865c), également abbesse, est une des premières compositrices. 
Néanmoins, ces pratiques ne restent qu’une enclave au sein des institutions religieuses, les femmes étant exclues de la production musicale au sein des églises et des cathédrales (chœurs, composition).

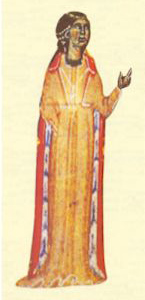
Beatritz de Dia.

Néanmoins, dans l’Occident des XIIe et XIIIe siècles, en dehors du cadre des communautés religieuses, on trouve les premières compositrices de musique profane ou sacrée. Les trobairitz ou troubadouresses, poétesses, principalement dans le sud (occitan) de la France, issues de la noblesse, appartiennent en effet à la société courtoise.
Diverses thèses tentent d’expliquer la situation particulière de ces femmes dans la pratique de la composition musicale : la composition serait devenue un accompagnement logique des talents musicaux indispensables à la vie de cour dans la France occitane (chant, instruments), ou encore le pouvoir particulier que tenaient les femmes dans le sud de la France aux XIIe et XIIIe siècles leur aurait permis d’accéder à ces pratiques artistiques.
La seule composition d’une trobairitz dont la musique soit aujourd’hui connue est une canso de la comtesse Beatritz de Dia (vers 1140-après 1175), intitulé A chantar m'er de so qu'eu no volria.
Beatritz de Dia, Beatritz de Romans, Azalaïs de Porcairagues, ou Na de Casteldoza sont des poétesses et compositrices (Trobairitz) d'expression occitane ayant vécu dans le sud de la France au XIIe siècle.
Maroie de Diergnau, Herrade de Landsberg,  Tibors de Sarenom, et quelques autres poétesses d'après l'an 1000, méritent d'être évoquées[réf. nécessaire].

#### Renaissance
Gracia Baptista est la première compositrice dont une œuvre est publiée, en 1557 : Conditor alme, pièce pour clavier autour du cantus firmus de l'hymne de l'Avent Conditor alme siderum (en), paraît dans l'anthologie ibérique Libro de cifra nueva para tecla, harpa, y vihuela de Luis Venegas de Henestrosa. 

En 1566, quatre madrigaux de Maddalena Casulana paraissent dans le recueil Il Desiderio, constituant la première musique vocale imprimée de la première femme à se considérer comme compositrice professionnelle. La musicienne italienne dédie à Isabelle de Médicis son premier livre de madrigaux avec cette profession de foi : 

« [Je] veux montrer au monde, autant que je le peux dans cette profession de musicienne, l’erreur que commettent les hommes en pensant qu’eux seuls possèdent les dons d’intelligence et que de tels dons ne sont jamais donnés aux femmes. »

- Liste de compositrices du 16ème (en)

#### Période baroque
- Liste de compositrices du 17ème (en)

#### Période classique
- Liste de compositrices du 18ème (en)

#### Période romantique

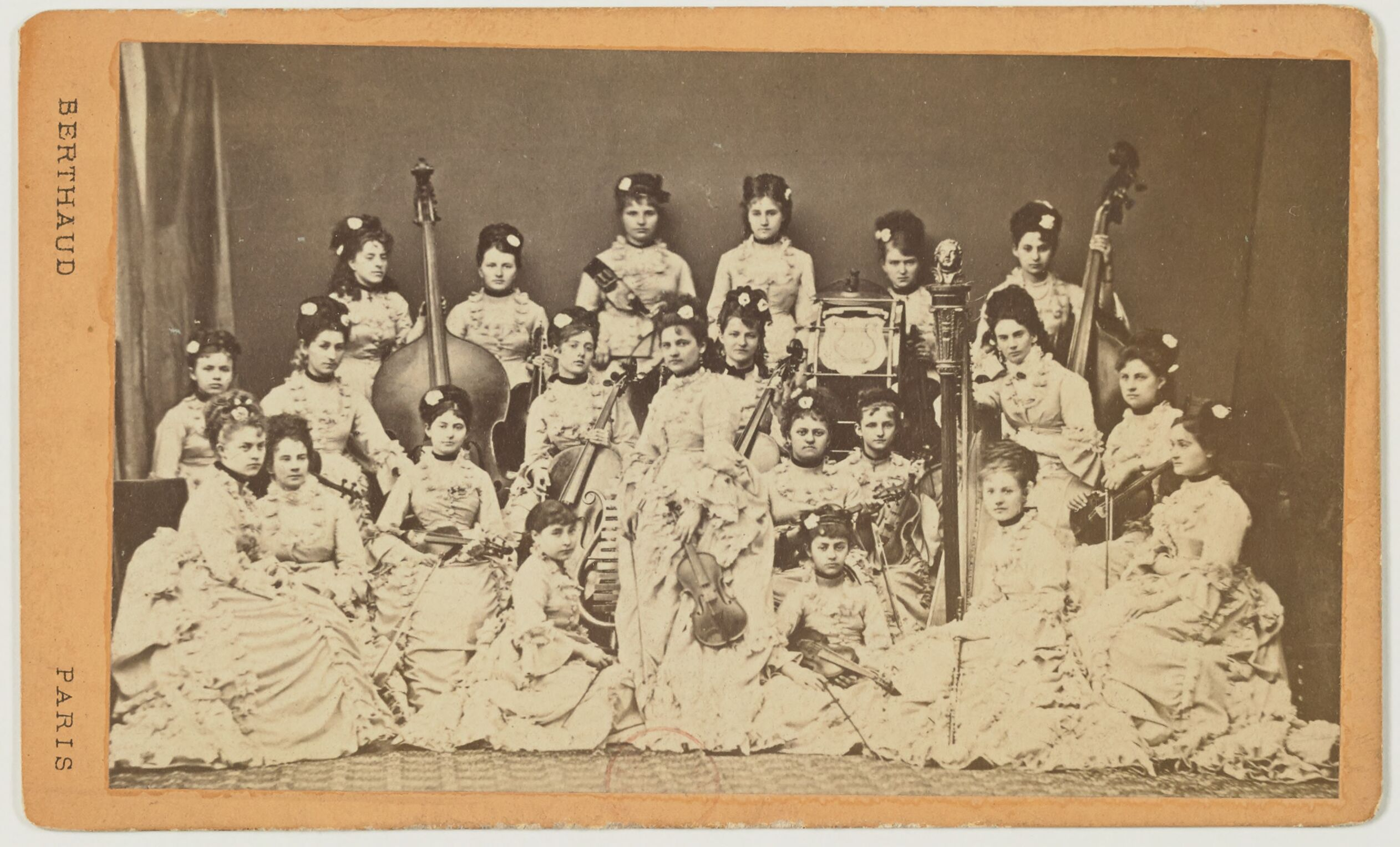
Orchestre de femmes musiciennes (avant 1900), photographie de Berthaud (fonds BNF).

Florence Launay, dans Les Compositrices en France au XIXe siècle dénombre un millier de compositrices pour ce seul pays, et étudie les mécanismes qui président à leur effacement par la société masculine d'alors.
- Liste de compositrices du 19ème (en)

#### Période moderne

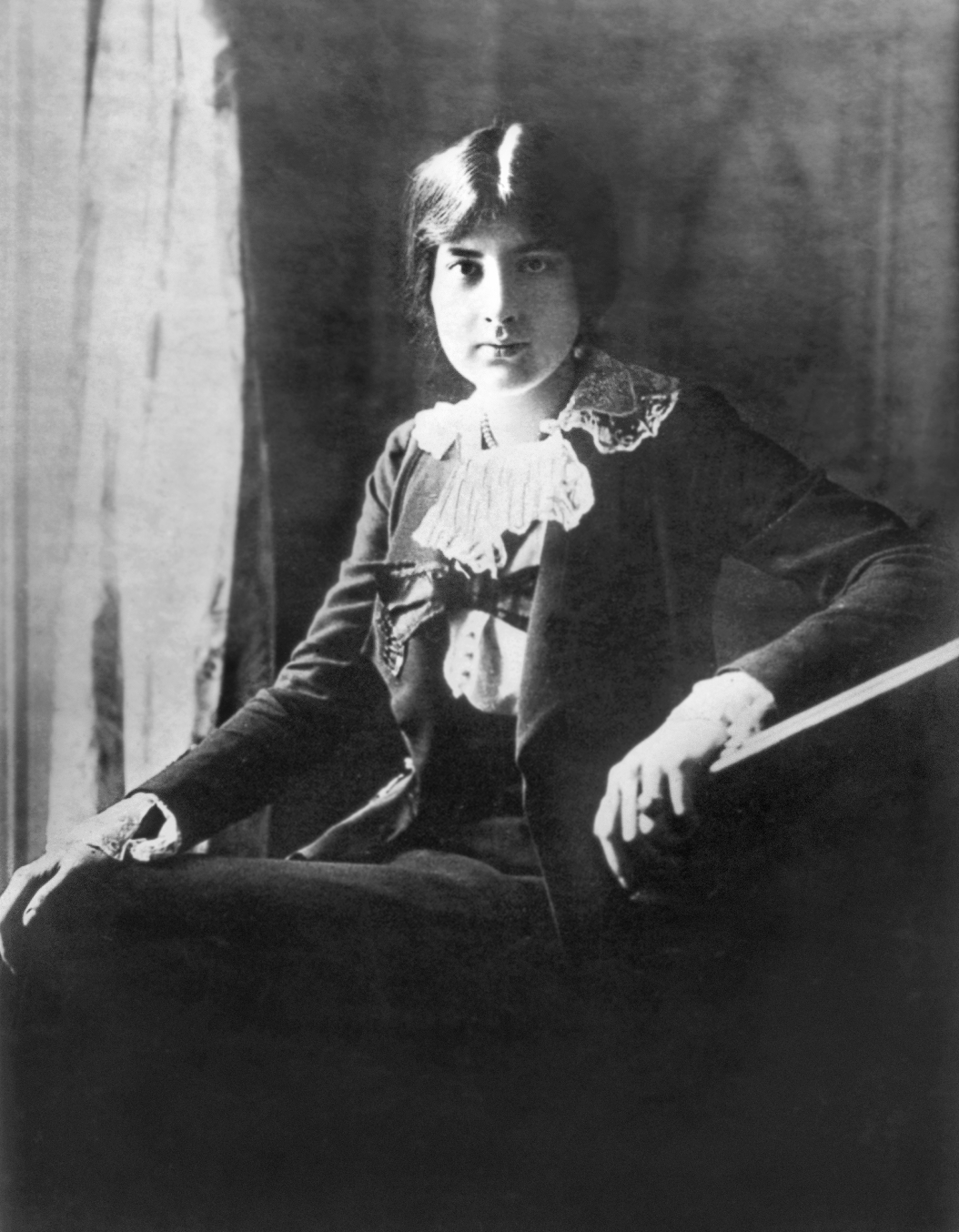
Portrait de Lili Boulanger.

En 1913, lorsque Lili Boulanger est la première femme à recevoir le Prix de Rome, la Villa Médicis n’est pas conçue pour recevoir de jeune femme : le Conservatoire national français, embarrassé, doit alors l’installer en ville. Cette anecdote atteste de la condition féminine dans la pratique de la composition musicale, durablement marquée par des barrières sociales et éducatives, que quelques femmes parvinrent cependant, au fil de l’histoire, à surmonter au gré d’occasions et de circonstances exceptionnelles.
Germaine Tailleferre participe au Groupe des Six sous l'égide de Jean Cocteau[réf. nécessaire].
Claude Arrieu, après un premier prix de composition obtenu en 1932 au Conservatoire national de musique et de Paris, s'est intéressée à l'évolution du langage musical et des divers moyens techniques disponibles, ce qui l'amena à collaborer à plusieurs reprises avec Pierre Schaeffer au début de l'aventure de la musique concrète.

#### Période contemporaine
Les vingtième et vingt-et-unième siècles ont vu une forte augmentation du nombre de compositrices sans pour autant que leur visibilité en soit considérablement accrue. 

### Musiciennes et cheffes d'orchestre
Une évolution lente s'est faite dans ce domaine assez masculin, tant pour les cheffes d'orchestre que pour les instrumentistes ou les solistes :

« Ce n’est qu’à partir de la seconde moitié du XXe siècle que les premières cheffes commencent à s’imposer sur la scène. »

« En 1906 par exemple, la harpiste Lily Laskine est restée “remplaçante titulaire” à l’orchestre de l’Opéra de Paris pendant 30 ans. »

Une étude effectuée par Nathalie Krafft, musicologue, recense les personnes directeurs musicaux ou chefs principaux au sein d’un orchestre professionnel permanent, et indique le résultat de 7,9 pourcent de femmes à ces postes en 2022. 
Les premières admissions de femmes dans de prestigieux orchestres datent de 1952 pour l'orchestre de Boston, 1983 pour Berlin et 1997 pour Vienne. 
Aliette de Laleu déplore dans Slate que les rôles de genres conditionnent la pratique instrumentale, et que les instruments graves et lourds, ou ceux nécessitant du souffle, soient associés au genre masculin (bien que la harpe réputée féminine nécessite de la force). Le critique musical Émile Vuillermoz évoque en 1912 la rareté des hommes harpistes, toujours d'actualité : aux Etats Unis, dans les vingt orchestres les plus prestigieux, 95 pourcent des harpistes sont des femmes. Aliette de Laleu qualifie l'évolution vers la parité de lente, car récente (prenant pour exemple l'ouverture dans des conservatoires des classes de cuivres aux femmes dans les années 1980).  

## Jazz
Pendant longtemps, l'histoire du jazz s'est construite autour de grandes figures (masculines), des innovateurs qui ont marqué leur époque. Il faut attendre les années 1980 pour que des historiens et historiennes réexaminent ce récit du jazz, en incluant notamment les dimensions sociologique, critique, culturelle ou de genre. Linda Dahl, Antoinette D. Handy ou encore Sally Placksin ont ainsi fait réémerger des figures féminines du jazz. Dans son ouvrage Swing Shift: “All-Girl” Bands of the 1940s, Sherry Tucker va contre l'idée d'une essence masculine du jazz de l'époque swing en s'intéressant aux groupes exclusivement féminins (Darlings of Rhythm, Sweethearts of Rhythm, Prairie View Co-eds, Harlem Playgirls…) À partir d'une analyse de genre de cette période, elle montre comment les représentations de genre ont façonné la musique et la culture de l'époque, et apporte de nouvelles manière de les appréhender.

### Instrumentistes

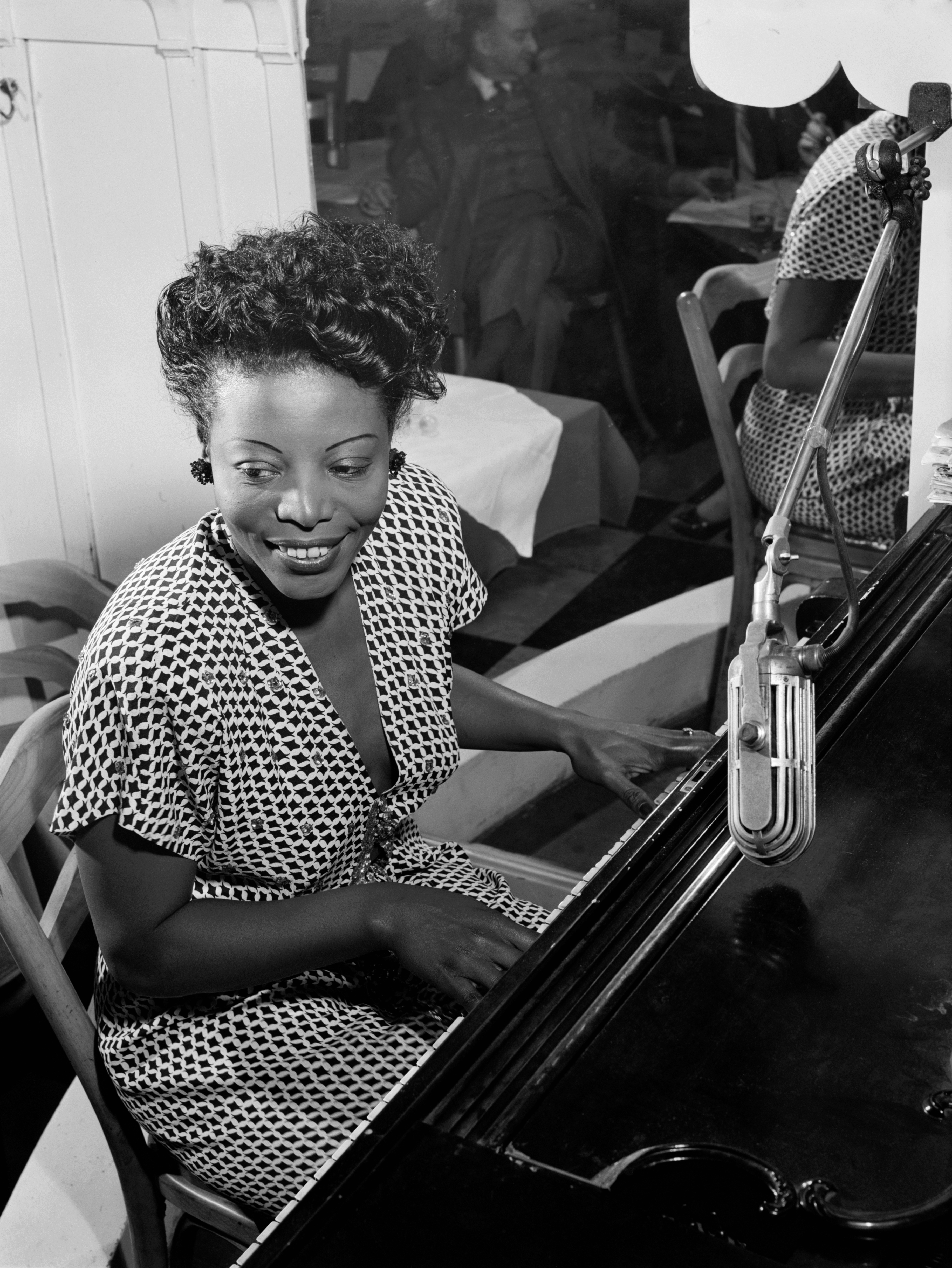
Mary Lou Williams, vers 1946.

Les femmes instrumentistes sont plutôt rares dans le jazz. En France, les femmes instrumentistes représentent moins de 4 % des musiciens de jazz,.
Aux États-Unis, la pianiste, compositrice et arrangeuse Mary Lou Williams est une des exceptions à une époque où le jazz est massivement masculin.

### Chanteuses
À l'inverse, le chant est très féminisé. En France, 65 % des chanteurs de jazz sont des femmes. 
Le rôle de ces dernières est souvent très stéréotypé. Il n'est de plus pas toujours pris au sérieux par les instrumentistes masculins qui ont du mal à accepter la chanteuse en tant que collègue, de par le manque de technicité, ou par un comportement différencié. Même parmi les chanteuses reconnues et de technicité équivalente aux musiciens, il existe une marginalisation. Elles sont par exemple rarement invitées en tant que sideman, et elles subissent les mêmes difficultés relationnelles, économiques et de reconnaissance.

## Rock
En 1944 Rosetta Tharpe compose Rock me, considéré comme le premier titre de rock 'n' roll,.

### Les chœurs, une première place attribuée aux femmes.
Au début des années 1960, les femmes occupent sur la scène rock, une place majoritairement dans les chœurs de groupes rock masculin. Elles sont habillées avec des robes fendues et coiffées avec des cheveux crêpés, mais toujours de manière stéréotypée, à la manière des pom-pom girls dans les lycées américains. Le rôle des femmes sur la scène rock est avant tout de plaire. Les chœurs des groupes rock sont à l’image de la place que la société octroie aux femme, à savoir : plaire, séduire, être charmante, et un peu simple d’esprit. Les chanteuses rock de cette même époque sont dans le prolongement de cette posture.

### Année 60/70: Yoko Ono, Janis Joplin
Durant la deuxième moitié des années 1960 et les années 1970, Yoko Ono dérange de par sa différence d'avec les femmes de la scène rock. Elle ne correspond pas aux canons de beauté de l’époque. C’est la première qui chante des morceaux comme Women is the Nigger of the world co-écrit avec John Lennon. Elle apporte avec elle une nouvelle manière de chanter et de vivre le rock. Elle explore vocalement les limites du Beau en poussant sa voix dans des gammes éloignées de celles des chanteuses rock de l’époque. Yoko Ono casse les codes de la femme rock conventionnelle avec des morceaux comme Kiss kiss kiss où elle reproduit vocalement un orgasme féminin. Sa musique ne cherche ni à plaire ni la justesse vocale. Elle semble vouloir se faire l’écho d’une nouvelle image des femmes ne cherchant plus à plaire ou à séduire, mais à revendiquer, s’affirmer comme genre à part entière, à l’égal du genre masculin. 
Durant les années 1960, Janis Joplin est considérée comme la reine du rock: « Tout ce que j’attendais de la vie c’était d’être une beatnik, rencontrer des gens, baiser, prendre mon pied et puis tout d’un coup on m’a jetée dans un groupe rock. On a jeté ces musiciens vers moi, et le son me prenait par derrière et la basse fonçait sur moi, et alors j’ai décidé que c’était ça, que je n’avais jamais voulu faire autre chose que ça. C’était meilleur que tout ce que j’avais pu faire avec aucun homme, c’était peut être ça le problème. ». Véritable rock-star, Janis Joplin chante avec une voix éraillée, un physique qui n’est pas non plus dans les standards des canons de beautés de l’époque. Dans sa manière de vivre sa musique, elle va jusqu’au bout de ses limites. Elle s’assomme d’alcool et d’autres drogues en tout genre en sortant de scène. Habituée à montrer son corps, Janis Joplin tente de désacraliser l’image hyper-sexualisée de la femme dans la société[réf. nécessaire]. 

### Tina Turner et Patti Smith, initiatrices d’émancipation et d’une nouvelle place des femmes sur la scène rock.
Dans les années 1960, 1970 et 1980, Tina Turner, chanteuse noire américaine, proclamé par le public comme Reine du rock’n’roll, casse les codes de la chanteuse rock du simple fait de sa couleur de peau, mais aussi par son audace en concert. Sur scène, elle n’hésite pas à jouer sur scène avec son micro en lui donnant une dimension phallique, à faire semblant d’avoir des orgasmes. Elle tente comme ces prédécesseuses de rompre totalement avec une image de la femme asservie, à la disposition des hommes, et devant toujours faire bonne figure. Tina Turner est moderne en interrogeant, par son jeu de scène et par sa musique, la place de la femme dans la société occidentale,.
Dans les années 1970, Patti Smith, figure emblématique du rock, refuse la féminité avec force dans ces textes. Elle revendique son côté androgyne. Elle joue sur une certaine ambiguïté sexuelle. Elle porte sur scène des perfectos, ce qui n'était pas courant pour les rockeuses de l’époque.

### Punk
Le mouvement punk fait son apparition dans les années 1970, souvent pour casser et briser les codes et les stéréotypes sur les femmes dans la société :   
- Dream Wife : groupe de trois femmes qui veulent briser les codes des années 1950 et 1960 de la mère au foyer qui fait le ménage[40].
- Gomme (Paris) : ce trio, qui voit le jour en 2014, dénonce les difficultés qu'une femme peut vivre dans son quotidien[40].
- Lunachicks : groupe de Punk-Rock qui casse l'image de la femme parfaite. Elles s'expriment sur le fait qu'une femme ne possède pas forcément un corps parfait[41].

Au début des années 1990, le mouvement Riot grrrl (littéralement les « émeutières ») est créé par de jeunes féministes aux États-Unis. Très actif et multiforme, ce mouvement punk underground organise aussi des espaces de discussion non mixtes, lance des fanzines… Les principaux groupes sont Bikini Kill, Bratmobile et Heavens to Betsy. Y figurent également Le Tigre, de même que L7 ou Tribe 8 (en).
En France : Les Suprêmes Dindes, Le Maximum Kouette sont des groupes de rock essentiellement féminins.
Dans le livre Riot Grrrl : revolution Girl Style Now, Mathilde Carton décrit les combats des femmes dans le mouvement punk et hard rock. Les altercations entre les hommes et les femmes sont fréquentes aussi bien sur scène que dans le public. Même si des groupes entièrement féminins se créent, le punk et le rock alternatif restent dominés par les instrumentistes hommes. La seule exception est la basse, de plus en plus jouée par des femmes. Mary Ann Clawson explique cela par le prestige plus faible de la basse par rapport à la guitare électrique (instrument très largement masculin), associé à la facilité de jouer de la basse pour des musiciennes débutantes. Les femmes ont pu ainsi prendre une place laissée par les hommes et devenir bassistes dans des groupes.

### Rap
Le rap apparaît autour de 1970 mais il commence à être discographié en 1979. Dès 1979, on recense quatre titres et/ou albums enregistrés par des rappeuses ou groupes de rappeuses : Lady D de Lady D, Rhymin' and Rappin de Tanya Winley (en), To the Beat Y'all de Lady B (en), Funk you UP du groupe The Sequence. Ce dernier est le son qui connait le plus net succès. Le groupe sort un album et ses membres deviennent des stars car elles sont le premier groupe de rap non new-yorkais.
Pendant le début des années 1980, de nombreuses artistes féminines rapperont sans connaître un immense succès. Queen Kenya est la seule femme du groupe Zulu. Pourtant très expérimentée, elle sera écartée de son groupe pour "faire de la place aux hommes". Cette anecdote illustre la place des femmes dans le rap. En 1983, le premier rap réponse est inventé par une femme[réf. souhaitée] Dimples D avec I Will Survive en réponse à Sucker M.C'S. 
Depuis le milieu des années 1990 jusqu'à aujourd'hui, les rappeuses sont nombreuses dans le paysage du rap US avec Cardi B, Nicki Minaj, Queen Latifah, Lil Kim, etc. Le style de la rappeuse solo s'est imposé après Roxanne Shanté. 
En France, il faut attendre les années 1990 pour voir les premières rappeuses émerger. La première rappeuse s'appelle Saliha[réf. nécessaire]; elle commence sur la compilation RapAttitude en compagnie, entre autres, d’IAM et de Suprême NTM. Bien qu'elle disparaisse ensuite, elle aura ouvert aux jeunes femmes la voie du rap. Après Saliha, Diam's est une jeune rappeuse, qui connait un succès fulgurant dans les années 2000. La particularité de Diam's est qu'elle s'impose au même moment que le rap prend une place importante au sein de la société française. Aujourd'hui, les femmes francophones rappeuses sont de plus en plus nombreuses et accèdent de plus en plus facilement au même succès que leurs homologues masculins. On peut citer notamment Chilla, Aya Nakamura, Keny Arkana, Shay ou bien Lous and the Yakuza… 
Au Maroc, l'évolution des rappeuses est beaucoup plus récente mais depuis la fin des années 2010, on observe une apparition de femmes rappeuses. Un exemple représentatif est Hanane Lafif alias « Tendresse ». Elle rappe depuis deux ans est s'inspire des rappeuses new-yorkaises. Malgré son succès aujourd'hui, elle a été confrontée à de nombreuses difficultés pour réussir à se faire accepter dans ce milieu. Née en 1987 à Casablanca, elle raconte avoir été battue par ses frères lorsqu’ils ont appris qu’elle rappait. « Rien n’est facile pour une femme quand le milieu est machiste. Il faut avoir du cran. ».

## Musique orientale
La musique orientale est de tradition orale.

### Musique arabe
La fabrication et la pratique du oud, d'après l'UNESCO, est masculine avant de s'ouvrir aux femmes, y compris jeunes. Kamilya Jubran, française de parents palestiniens, est une des rares femmes oudistes de sa génération.

#### En français
Musique classique occidentale
- Danielle Roster (trad. de l'allemand par Denise Modigliani), Les femmes et la création musicale : les compositrices européennes du Moyen âge au milieu du XXe siècle [« Allein mit meiner Musik : Komponistinnen in der europäischen Musikgeschichte »], Paris, l'Harmattan, coll. « Bibliothèque du féminisme », 1988, 348 p. (ISBN 2-7384-6565-X, BNF 36706486)
- Jean Massin et Brigitte Massin, Histoire de la musique occidentale -deuxième partie, les 15e et 16e siècles, Paris, Fayard, coll. « Les Indispensables de la Musique », 1985, 1312 p. (ISBN 2-213-02032-9, OCLC 630597950)
- Florence Launay, Les Compositrices en France au XIXe siècle, Paris, Fayard, 2006, 544 p. (ISBN 2-213-62458-5, OCLC 191078494, BNF 40145281).
- Éric Tissier, Être compositeur, être compositrice en France au 21ème siècle, Paris, l'Harmattan, coll. « Univers musical », 2009, 353 p. (ISBN 978-2-296-10835-6, BNF 42124882)

Rock
- Les belles et les bêtes : Anthologie du rock au féminin, de la soul au metal, Camion Blanc, 2012.

Jazz
- Marie Buscatto, Femmes du jazz, CNRS editions/Biblis, 2018, 242 p. (ISBN 978-2-271-08693-8).

Ethnomusicologie
- Aline Tauzin, « Femme, musique et Islam. De l'interdit à la scène », Clio. Histoire‚ femmes et sociétés, no 25,‎ 2007, p. 133-153 (lire en ligne)
- Christian Poché, « La femme et la musique. Le partage des tâches », Les Cahiers de l'Orient, no 13,‎ 1989, p. 11-21

#### Dans d'autres langues
Ouvrages généraux
- (en) Aaron Cohen, International encyclopedia of women composers, New York, Books & Music, 2e édition, 1987.
- Julie Anne Sadie et Rhian Samuel, The Norton/Grove dictionary of women composers, 1994, Digitized online by GoogleBooks (lire en ligne).
- (en) Karin Pendle, Women and Music : A History, Bloomington IN., Indiana University Press, 2001, 516 p. (ISBN 0-253-21422-X).
- (en) Marcia J. Citron, Gender and the Musical Canon, CUP Archive, 1993, 377 p. (lire en ligne).
- (en) Marcia J. Citron, « Gender, Professionalism and the Musical Canon », The Journal of Musicology, vol. 8, no 1,‎ 1990, p. 102-117 (lire en ligne ).
- (en) Eugene Gates, « The Woman Composer Question: Philosophical and Historical Perspectives », The Kapralova Society Journal, vol. 4, no 2,‎ 2006 (lire en ligne [PDF]).
- « Les compositrices... empêchées, effacées, oubliées », 34 épisodes [audio], sur France Culture, 20 avril 2009 (consulté le 5 décembre 2024)

Jazz
- (en) Linda Dahl, Morning Glory : A Biography of Mary Lou Williams, Berkeley, University of California Press, 2000, 465 p. (ISBN 978-0-520-22872-6, lire en ligne).
- (en) Theodore E. Buehrer, Mary's Ideas : Mary Lou Williams's Development as a Big Band Leader, vol. 25, Middleton, A-R Editions, Inc., coll. « Music of the United States of America (MUSA) », 2013, 290 p. (ISBN 978-0-89579-762-9, lire en ligne).
- (en) Linda Dahl, Stormy Weather : The Music and Lives of a Century of Jazzwomen, Limelight Editions, 1989, 371 p. (ISBN 978-0-87910-128-2).
- (en) Antoinette D. Handy, Black Women in American Bands and Orchestras, Metuchen, N.J./London, Scarecrow Pr, 1981, 319 p. (ISBN 978-0-8108-1346-5).
- (en) Sally Placksin, American Women in Jazz, 1900 to the Present : Their Words, Lives and Music, New York, Penguin Adult, 1982, 332 p. (ISBN 978-0-87223-760-5).
- (en) Nichole T. Rustin (dir.) et Sherry Tucker (dir.), Big Ears : Listening for Gender in Jazz Studies, Duke University Press Books, coll. « Refiguring American Music », 2008, 472 p. (ISBN 978-0-8223-4320-2, lire en ligne).
- (en) Sherry Tucker, Swing Shift : “All-Girl” Bands of the 1940s, Duke University Press Books, 2000, 424 p. (lire en ligne).

#### En français
- Place des femmes dans l'art
- Femme de lettres
- Trobairitz
- Compositeur
- Liste de compositrices de musique classique
- Sofía Dellapórta
- Society of Women Musicians

#### Dans d'autres langues
- Liste chronologique de compositrices (en)
- Liste alphabétique de compositrices (de)
- Compositrices hier-aujourd'hui (de)
- Musica femina münchen (de)
- Compositrices (de)
- Liste de directrices d'orchestre (en)
- Liste de violonistes professionnelles (en)
- Liste de pianistes professionnelles (en musique classique) (en)
- Liste de violoncellistes professionnelles (en musique classique) (en)
- Liste de flutistes professionnelles (en musique classique) (en)
- Liste de guitaristes professionnelles (en musique classique) (en)
- Femmes dans la musique classique (en)